# 代償延長
代償延長（だいしょうえんちょう、英語: compensatory lengthening）は、主に後ろの子音が脱落してそのぶん前側の母音が長音になることをいう言語学の用語。英語では無声軟口蓋摩擦音の[x]の脱落による延長がある。中英語で夜の意味のniht([nixt]、ニヒト）が近代英語でnight（[nait]、ナイト）になったのはhの音が脱落して[niːt]となったものに大母音推移が起きたからである。
英語の非R発音では、歴史的な母音の直後の*/r/の前で母音が長くなる。スコットランド英語では、おそらく中期英語でそうだったように、短い /ɪ/ の直後に軽い歯茎音/r/が続く。南部イギリス英語では、話し言葉では*/r/が落ちて、その母音は"長いシュワー" [əː]になった。